# Цинковый гроб
Ци́нковый гроб — гроб из оцинкованного стального листа, в котором обычно транспортируют и хоронят тела при необходимости длительной перевозки. 
Цинковые гробы герметично запаиваются, что способствует задержке процесса разложения трупов при их перевозке на значительные расстояния и/или для их сохранения длительное время без погребения. Использование цинка обусловлено тем, что он не препятствует прохождению рентгеновских лучей, что необходимо для проверки системами безопасности в аэропортах и вокзалах.
В случае, если транспортировалось изуродованное мёртвое тело или время его нахождения в цинковом гробу было слишком длительным, захоронение производится без вскрытия гроба. В ряде случаев цинковые гробы[уточнить] после погребения хорошо сохраняются.
При транспортировке цинковых гробов в багажных отделениях пассажирского железнодорожного, автомобильного, авиационного и водного транспорта герметичность этих гробов предохраняет пассажиров и персонал от трупного запаха.

## В военных конфликтах
Цинковые гробы часто используются для доставки тел военнослужащих, погибших в горячих точках во время вооружённых конфликтов, в места нахождения их семей для захоронения.
После начала в 1979 году войны в Афганистане в обиходный русский язык вошёл военный термин «груз 200» для обозначения такой транспортировки.